# Ceroys scaber
Ceroys scaber är en insektsart som beskrevs av Salvador de Toledo Piza Júnior 1936. Ceroys scaber ingår i släktet Ceroys och familjen Heteronemiidae. Inga underarter finns listade i Catalogue of Life.